# Луки (Жлобинский район)
Луки (бел. Лукі) — деревня в Лукском сельсовете Жлобинского района Гомельской области Республики Беларусь.

## География

### Расположение
Менее 10 км на северо-запад от районного центра и железнодорожной станции Жлобин, 96 км от Гомеля.

## Гидрография
На западе — множественные мелиоративные каналы (как результат осушения заболоченной местности под пахотные и пастбищные земли) и созданная из них искусственная река Белица (местн. — Магістралка, Казённая канава, Казённый канал), приток реки Добосна (син.: Дубосна, Добысна). На востоке — пойма реки Днепр и его старицы.

## Транспортная сеть
Рядом автодорога Рогачёв — Жлобин. Транспортное сообщение с районным центром и соседними поселками осуществляется рейсовыми автобусными маршрутами Жлобин-Ректа, Жлобин-Гречухи. Планировка в основном состоит из прямолинейной, длинной, меридиональной, большей частью асфальтированной улицы, двусторонне застроенной деревянными и кирпичными усадьбами. В Луках и прилегающих деревнях в новых кирпичных домах разместили переселенцев из загрязнённых радиацией в результате катастрофы на Чернобыльской АЭС мест, преимущественно из деревни Радомля Наровлянского района Беларуси.

## История
По письменным источникам известна с XVI века как деревня в Речицком повете Минского воеводства Великого княжества Литовского. После 1-го раздела Речи Посполитой (1772 год) в составе Российской империи. С 1792 года действовала Георгиевская церковь. В 1876 году открыто народное училище (в 1889 году 44 ученика). В 1880 году — хлебозапасный магазин. Ранее была центром Лукской волости (до 9 мая 1923 года), в состав которой в 1890 году входили 56 населённых пунктов (1579 дворов), в том числе и нынешний районный центр Жлобин, в 1912 году — 32 населённых пункта. Согласно переписи 1897 года находились церковь, 4 ветряные мельницы, питейный дом, круподробилка. В 1909 году — 2374 десятин земли. При школе работала библиотека. Действовало почтовое отделение.
В результате землеустройства в 1924 году на землях деревни Луки были созданы посёлки Красный Рог, Новые Луки, Звезда, Новая Жизнь, Лисицын Лог, Надежда, Ленино и хутор Лагута, которые сейчас, кроме посёлка Новые Луки, не существуют или слились с ним. С 20 августа 1924 года до 24 ноября 1983 года — центр Лукского сельсовета Жлобинского района (до 26 июля 1930 года — Бобруйского округа, с 20 февраля 1938 года — Гомельской области). В 1929 году организованы колхозы имени П. Л. Войкова и «Ректа», работали торфодобывающая артель (впоследствии — торфобрикетный завод) с 1927 года, 2 кузницы.
Во время Великой Отечественной войны оккупанты создали в деревне свой опорный пункт, разгромленный партизанами в августе 1943 года. Каратели сожгли 56 дворов и убили 5 жителей. 14 августа 1943 года деревня подверглась массированным авиационным бомбардировкам. В боях за деревню и окрестности в 1944 году погибли 217 советских солдат (похоронены в братской могиле в центре деревни и в братской могиле пос. Новые Луки). 94 жителя погибли на фронте.
В 1966 году к деревне присоединены посёлки Луки и Красный Рог. Центр подсобного хозяйства районного производственного объединения «Сельхозхимия». Работали средняя школа с музеем, клуб, детские ясли-сад, отделение связи, магазин. В настоящее время органы местного управления и объекты социальной сферы перемещены в более населенные соседние поселки Лукский и Новые Луки.

## Население

### Численность
- 2004 год — 142 хозяйства, 281 житель.

### Динамика
- 1880 год — 117 дворов, 716 жителей.
- 1897 год — 187 дворов, 1447 жителей (согласно переписи).
- 1909 год — 220 дворов, 1540 жителей.
- 1925 год — 275 дворов.
- 1959 год — 615 жителей (согласно переписи).
- 2004 год — 142 хозяйства, 281 житель.

Уменьшение численности населения связано в основном с трудовой миграцией в районный центр и другие города и населенные пункты. Однако в летнее время дома в деревне активно используются городскими жителями как дачи.